# Mastigostyla spathacea
Mastigostyla spathacea är en irisväxtart som först beskrevs av August Heinrich Rudolf Grisebach, och fick sitt nu gällande namn av Pierfelice Ravenna. Mastigostyla spathacea ingår i släktet Mastigostyla och familjen irisväxter. Inga underarter finns listade i Catalogue of Life.